# Szlak Ho Chi Minha

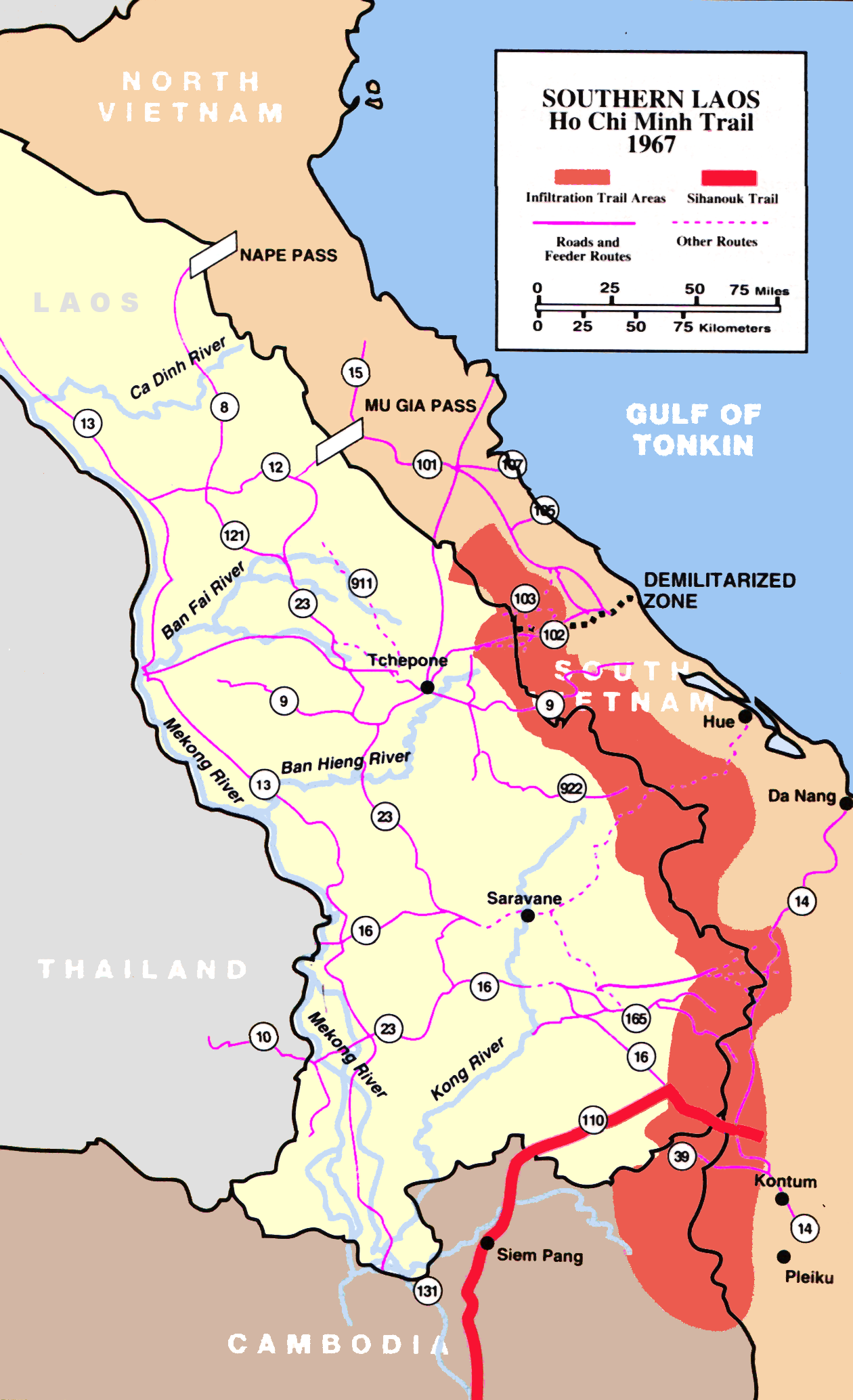
Szlak Ho Chi Minha

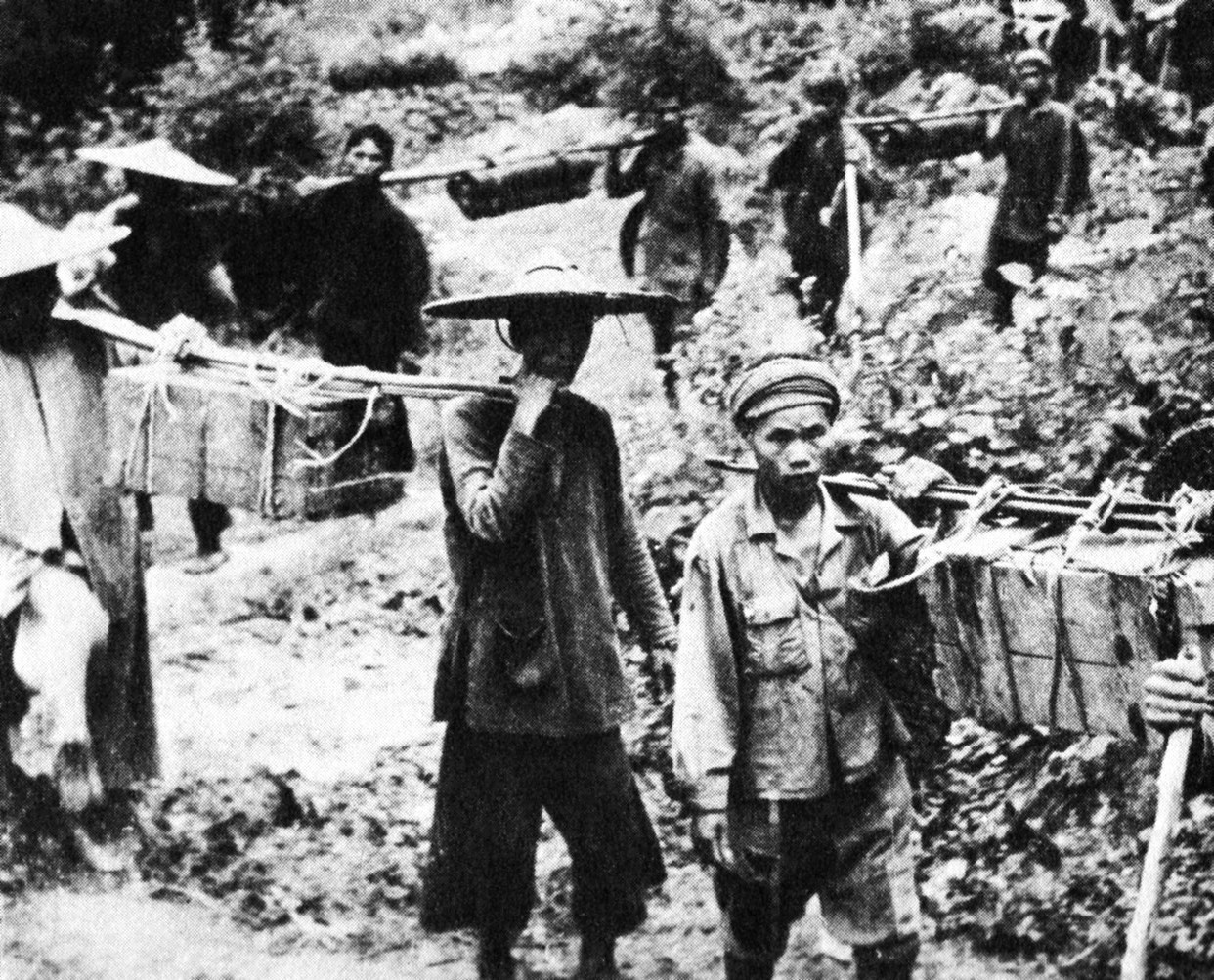
Lata pięćdziesiąte – laotańscy kulisi na szlaku

Szlak Ho Chi Minha – obiegowa nazwa używana w czasie wojny wietnamskiej na określenie skomplikowanego systemu tajnych tras komunikacyjnych łączących Wietnam Północny z Wietnamem Południowym omijających silnie obsadzoną strefę zdemilitaryzowaną, poprzez obszary sąsiadujących państw, Laosu i Kambodży. System ów zapewniał dostarczanie zaopatrzenia, ludzi i uzbrojenia siłom Vietcongu i Ludowej Armii Wietnamu (dalej w tekście LAW) w czasie trwania konfliktu w latach 1960–1975.
Nie był to pojedynczy szlak, co sugerowałaby nazwa, a raczej gęsta plątanina dróg gruntowych dla samochodów, ścieżek pieszych i rowerowych, a także szlaków wodnych na niektórych rzekach. Nazwa powstała w Stanach Zjednoczonych. W Wietnamie Północnym nazywano ją Đường Trường Sơn („Szlakiem Dostawczym Dãy Trường Sơn”), od pasma górskiego w środkowym Wietnamie, przez które szlak ów przebiegał.

## Początki (1959–1965)
To, co Amerykanie nazwali Szlakiem Hồ Chí Minha, istniało od stuleci jako sieć prymitywnych ścieżek umożliwiających komunikację i handel w regionie, który należy do najdzikszych w całej Azji Południowo-Wschodniej: prawie niezamieszkany, z górami wysokości od 500 do 2700 metrów n.p.m., pokrytych nieprzebytą gęstwą tropikalnej dżungli. Już podczas pierwszej wojny indochińskiej walczący z Francuzami Việt Minh wykorzystywał te ścieżki dla przemieszczania się z północy na południe.
Pierwsze 5 tysięcy żołnierzy i działaczy Lao động znalazło się na Południu już w 1959 roku. Gdy rozgorzał konflikt pomiędzy Vietcongiem i południowowietnamskim reżimem Ngô Đình Diệma, Hanoi wysłało na południe nowo utworzoną 559 Grupę Transportową, dowodzoną przez pułkownika (później generała) Võ Bẩma, z zadaniem rozbudowania całego systemu. Początkowo Wietnamczycy z północy koncentrowali wysiłki na przenikaniu przez granicę tuż poniżej strefy zdemilitaryzowanej rozdzielającej oba państwa wietnamskie, wykorzystując zajętą jeszcze w maju 1958 roku przez Pathet Lao bazę w Xépôn, na laotańskiej drodze krajowej nr 9. Umożliwiło to 559 Grupie przeniesienie swych linii komunikacyjnych na zachód od pasma Gór Annamskich. W ciągu roku Grupa Transportowa rozrosła się do 6000 personelu w dwóch regimentach – 70. i 71.. Liczba ta nie obejmowała sił wojskowych przysłanych dla ochrony szlaku ani pracowników cywilnych.
Żołnierze przeznaczonego do uderzenia na Masyw Centralny 133 Regimentu LAW, którymi dowodził gen.bryg. Chu Huy Mân, rozpoczęli w 1963 roku ponad 18-miesięczne szkolenie. Każdy rekrut otrzymał na wstępie dwie drelichowe koszule w kolorze khaki, dwie pary takich samych spodni, zestaw nici i igieł do szycia oraz parę „sandałów Ho Chi Minha” wyciętych ze zużytych opon samochodowych. Taki "mundur" miał służyć żołnierzowi 5 lat. Po 16-tygodniowym szkoleniu rekruckim najzdolniejszych skierowano na 6 miesięcy do szkół podoficerskich. Reszta zapoznawała się ze wszystkimi znanymi rodzajami broni i materiałów wybuchowych, uczyła się zasad kamuflażu i taktyki walk partyzanckich. Po dodatkowym przeszkoleniu w górach, które przypominały pogranicze Laosu i Wietnamu Południowego, regiment gen. Mana wyruszył w 2-miesięczną drogę, przy czym podzielony został na bataliony wędrujące w 3-dniowych odstępach. Każdy żołnierz niósł 7-dniową rację ryżu (ok. 2 kg) oraz 4 kg innych produktów spożywczych (sól, mąka pszenna, solona wieprzowina), które miały mu wystarczyć na cały czas trwania podróży. Otrzymał też 50 tabletek antymalarycznych i 100 tabletek witaminy Bˡ. Do tego trzeba dodać obciążenie w postaci broni i amunicji. 

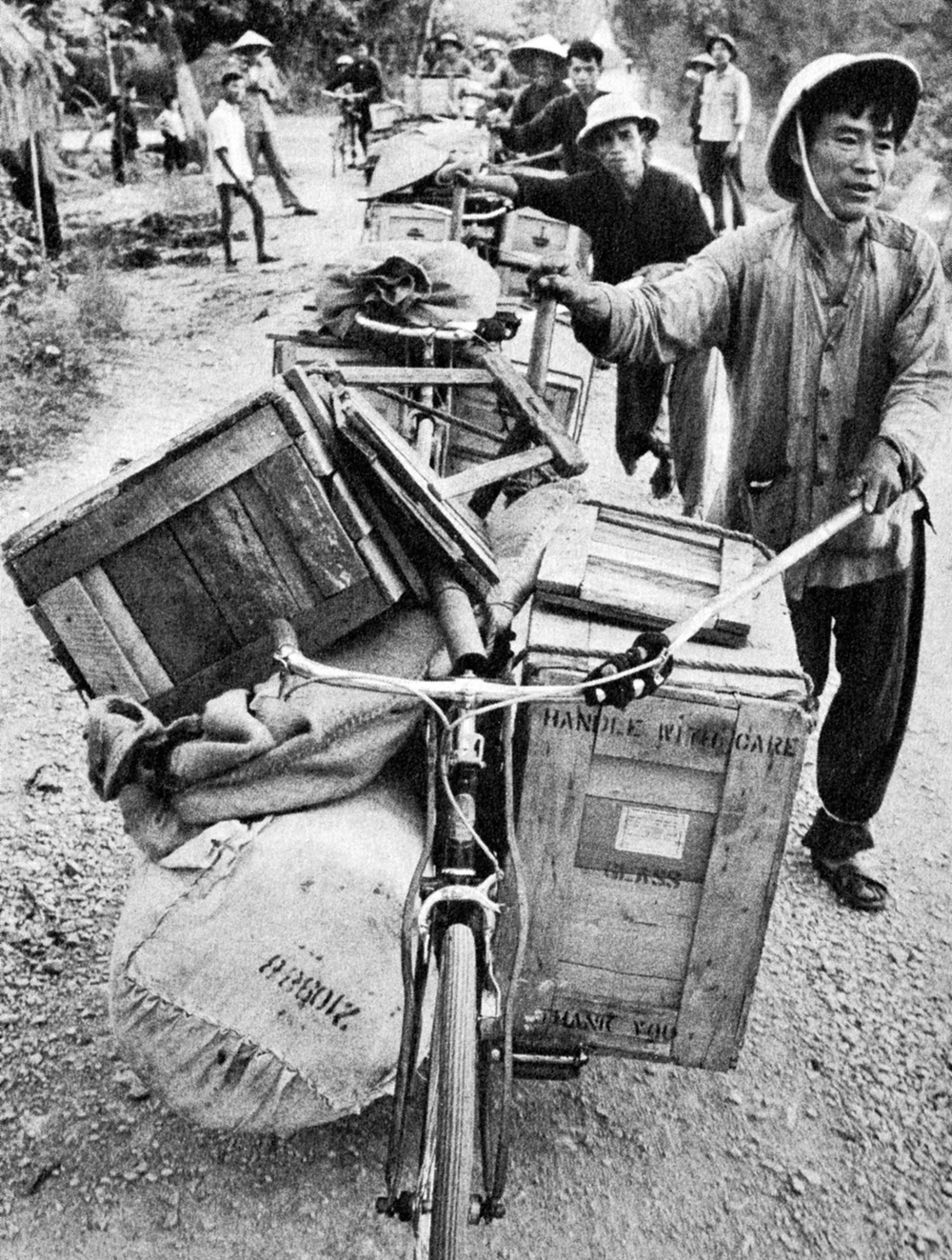
Rowery, ważny środek transportu

Na samym początku wojny szlak służył wyłącznie do przerzucania wojsk. Wynikało to z tego, że Hanoi mogło dostarczać sprzęt i amunicję swym oddziałom na południu drogą morską, w którym to celu utworzono 759. Grupę Transportową, wyposażoną w 20 stalowych łodzi motorowych. Jednak po zainicjowaniu przez Amerykanów ścisłej kontroli wód przybrzeżnych (Operacja Market Time), szlak musiał przejąć wszystkie zadania transportowe. Odtąd zaopatrzenie i uzbrojenie przesyłane z północy było magazynowane w rejonach nadgranicznych, które wkrótce zostały nazwane Obszarami Bazowymi (BA), gdzie jednocześnie bojownicy Vietcongu i żołnierze LAW znajdowali odpoczynek i możliwość uzupełnienia sił po walkach w Południowym Wietnamie.
W południowym Laosie istniało pięć takich obszarów bazowych. BA 604 był głównym centrum logistycznym w czasie trwania wojny; stąd płynęły rozkazy, zaopatrzenie i ludzie do południowowietnamskiego obszaru frontowego MR-1  i do kolejnych baz powstających dalej na południe. BA 611 przegrupowywał transporty z bazy BA 604 do BA 609 i wysyłała konwoje z zaopatrzeniem w tym kierunku. Dostarczał także paliwa i amunicji bazie BA 607 i partyzantom działającym w południowowietnamskiej prowincji Thừa Thiên-Huế. BA 612 stanowił bezpośrednie zaplecze frontu B-3 na obszarze Płaskowyżu Centralnego w Południowym Wietnamie. BA 614, położony pomiędzy Chavane w Laosie i Khâm Đức w Południowym Wietnamie, był głównie używany do przerzucania ludzi i zaopatrzenia do obszaru frontowego MR-2 i frontu B-3. Obszar bazowy 609 był szczególnie ważny ze względu na dobry stan dróg, co umożliwiało przerzucanie zaopatrzenia także w porze deszczowej.

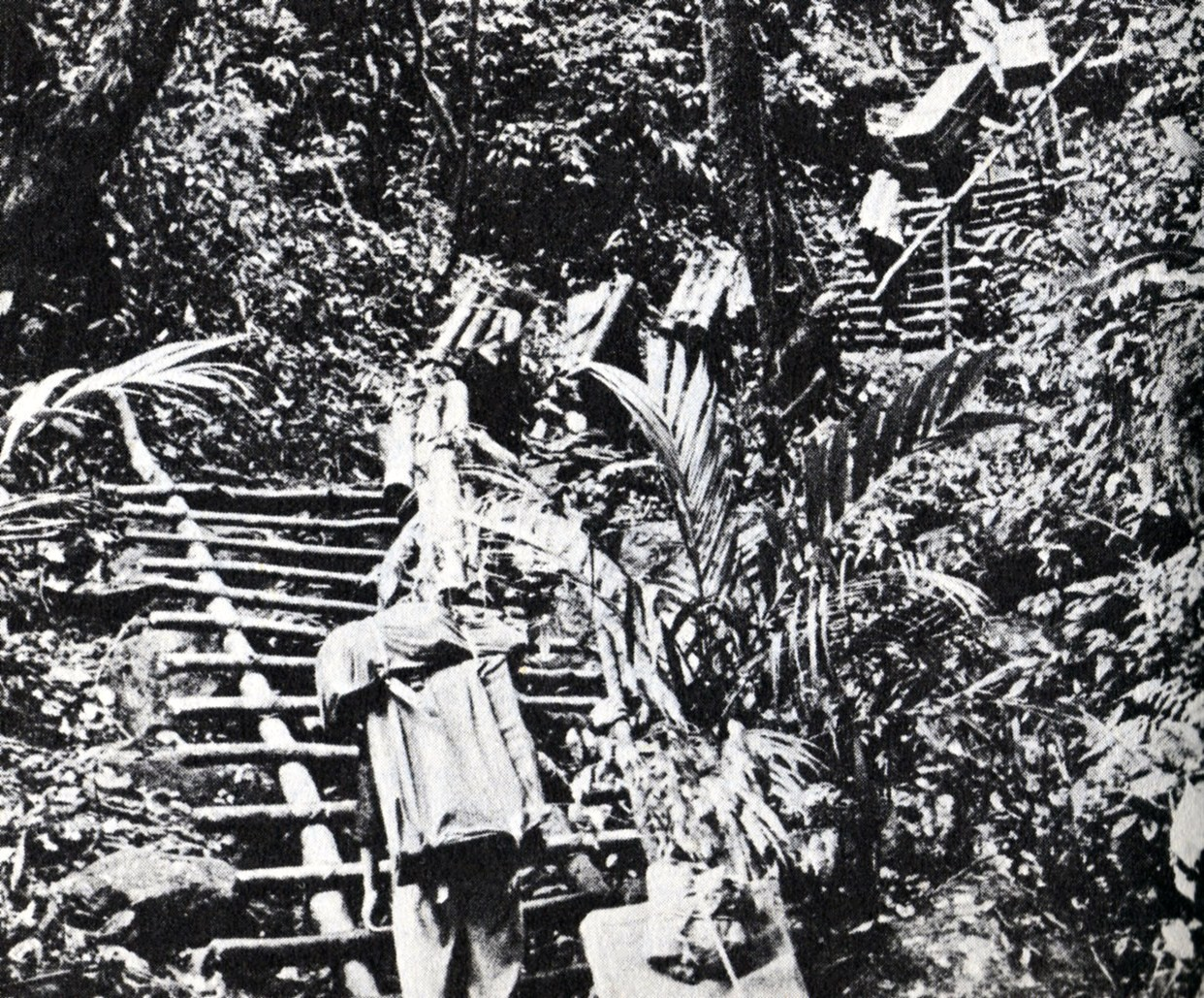
W górach szlak to nie droga, a drabiny

Amerykanie i Europejczycy wyobrażali sobie, że ukrytymi w gęstej dżungli ścieżkami wędrują gromady bosonogich Wietnamczyków prowadzących ciężko wyładowane rowery, wozy zaprzężone w woły lub wręcz – jak kulisi chińscy – niosąc setki ton zaopatrzenia na własnych plecach. Tak rzeczywiście było na początku, ale, zgodnie z ambitnymi planami północnowietnamskiego dowództwa, które chciało przekształcić szlak w nowoczesny system logistyczny, ludzi wkrótce zastąpiły (na niektórych odcinkach) ciężarówki sowieckiej, chińskiej lub wschodnioeuropejskiej produkcji (z NRD, Czechosłowacji i Polski). W grudniu 1961 roku 3 Grupa Transportu Samochodowego Głównego Departamentu Wsparcia LAW stała się pierwszym zmotoryzowanym oddziałem używanym przez siły Wietnamu Północnego na szlaku, a ten rodzaj transportu był szybko i stale rozwijany.
Wkrótce powstał zawiły labirynt szerokich na sześć metrów dróg gruntowych (wysypanych żwirem, a tam, gdzie trzeba, wyłożonych kłodami drzewa), ścieżek pieszych i rowerowych. Ponadto na szlaku znajdowały się liczne pod- i naziemne parkingi dla ciężarówek, warsztaty naprawcze, zbiorniki paliwa, magazyny, koszary, szpitale, stanowiska dowódcze i kontrolne. Wszystko to było chronione przed okiem nieprzyjaciela przez system naturalnego i sztucznego kamuflażu, ciągle poprawianego i udoskonalanego. W roku 1973 ciężarówki mogły pokonywać całą trasę bez obawy odkrycia przez obserwację lotniczą, poza pokonywaniem przeszkód wodnych na rzekach i strumieniach, gdzie pobudowano utwardzone groble ukryte pod powierzchnią wody. 
W południowo-wschodnim Laosie kluczową rolę odgrywała pogoda i to zarówno dla transportu, jak i amerykańsko-południowowietnamskich wysiłków do przerwania tej trasy zaopatrzenia. Monsun południowo-zachodni, trwający od połowy maja do połowy września, niesie wielką falę opadów (70% rocznych 3750 mm). W czasie tej pory deszczowej niebo jest mocno zachmurzone, a temperatura wysoka. Monsun północno-wschodni (pora sucha) od połowy listopada do połowy kwietnia jest okresem relatywnie suchszym, ze znaczną ilością dni słonecznych i z niższą temperaturą. W czasie wojny warunki te sprawiały, że drogi gruntowe stawały się w lecie miejscami nieprzejezdne, a transport przejmowały jednostki pływające na nielicznych rzekach regionu.
Dodatkowym utrudnieniem w zwalczaniu sił LAW, Vietcongu i Pathet Lao był chaos panujący w całym regionie, gdzie dowódcy południowo-wietnamskich i laotańskich obszarów frontowych traktowali powierzone sobie oddziały jak prywatne armie. W rezultacie jedynymi siłami, zdolnymi oprzeć się komunistom były plemiona górskie, które udało się wyszkolić i uzbroić SOG oraz ambasadom Stanów Zjednoczonych.

## Rozbudowa (1965–1968)

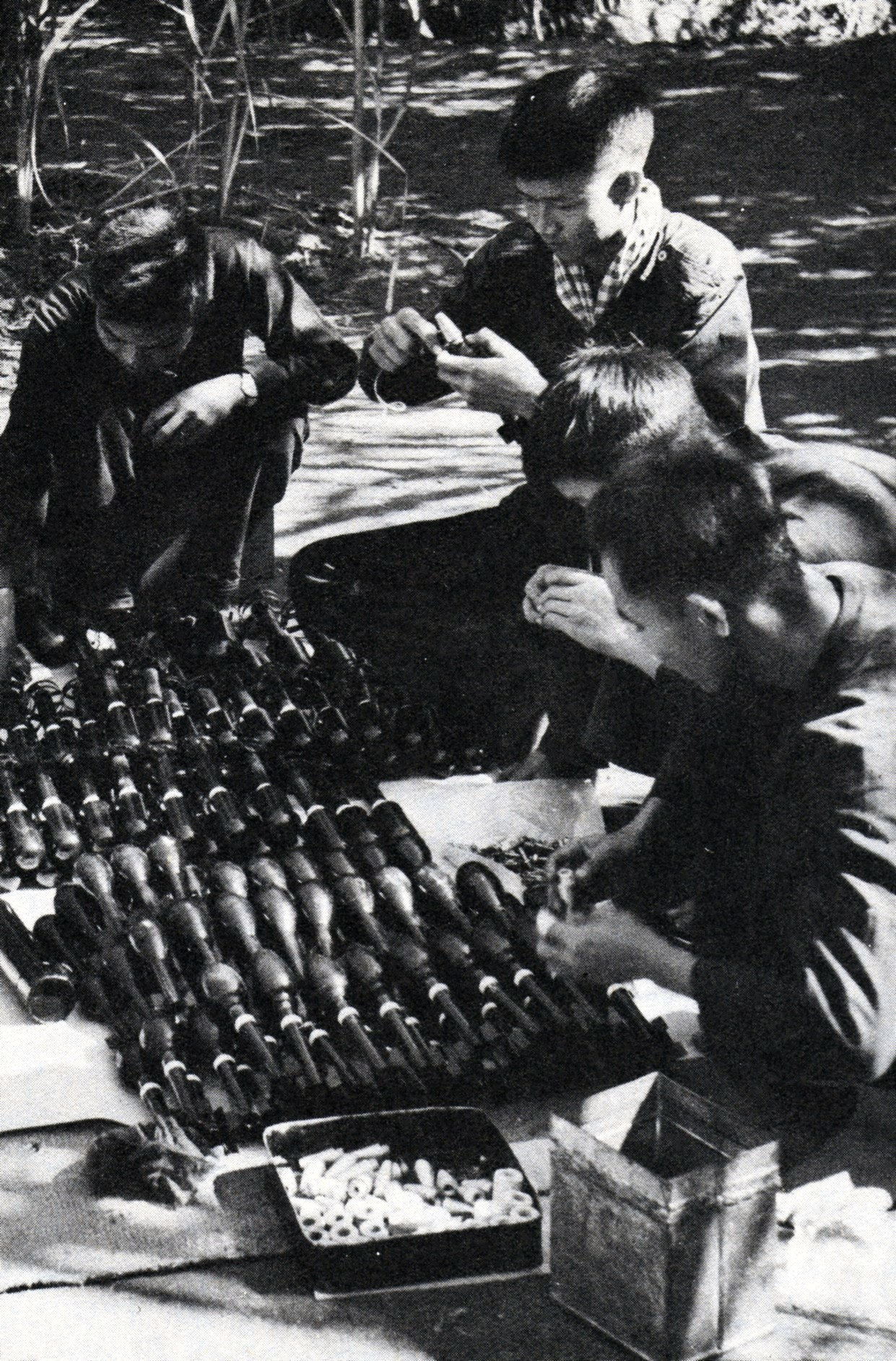
Partyzanci z Vietcongu uzbrajają dostarczone Szlakiem Ho Chi Minha pociski

W roku 1961 wywiad amerykański obliczał, że 5843 nieprzyjaciół z północy (w rzeczywistości ok. 4000) przeniknęło szlakiem na południe; w roku 1962 miało ich być 12 675 (w rzeczywistości 5300); w 1963–7693 (w rzeczywistości 4700); a w 1964 – 12 424. W roku 1964 zdolności transportowe szlaku sięgnęły 20–30 ton dziennie, a według obliczeń analityków amerykańskich 12 000 (w rzeczywistości 9000) żołnierzy z północy przedostało się tą drogą na południe.
W roku 1965 amerykańskie dowództwo w Sajgonie obliczało, że potrzeby LAW/Vietcongu sięgają 234 ton zaopatrzenia miesięcznie i że 195 ton z tej liczby dociera do Vietcongu przez Laos. Według analityków wywiadu w ciągu pory suchej w roku 1965 przez Laos przerzucano szlakiem 30 ciężarówek (90 ton) dziennie, co znacznie przekraczało wyliczenia sporządzane w Sajgonie.
Priorytetem dla Amerykanów stało się przerwanie szlaku, ale operacje przeciwko systemowi były utrudnione ze względu na pozorną „neutralność” Laosu, co nie powstrzymało żadnej ze stron konfliktu przed naruszaniem owej neutralności; Północ nadal wspierała sojuszników z Pathet Lao, a Amerykanie starali się wspierać siły rządowe i partyzantkę antykomunistyczną, bombardując szlak coraz intensywniej. Była to tzw. „tajna wojna” (ang. secret war), do udziału w której Amerykanie przyznali się dopiero w latach prezydentury Billa Clintona.
2 grudnia 1964 roku prezydent Lyndon B. Johnson zaakceptował plan ograniczonych działań lotniczych przeciwko komunistycznym liniom zaopatrzeniowym, a 14 grudnia 1964 roku US Air Force  w ramach operacji Barrel Roll rozpoczęła systematyczne bombardowania Szlaku Ho Chi Minha w Laosie. 20 marca 1965, po rozpoczęciu operacji Rolling Thunder przeciwko Północnemu Wietnamowi, prezydent Johnson powtórnie wyraził zgodę na akcję przeciwko szlakowi. Operacja Barrel Roll była prowadzona w północno-wschodnim Laosie, podczas gdy Laos południowy bombardowany był w ramach operacji Steel Tiger. W połowie roku liczba wykonywanych lotów bojowych wzrosła z 20 do 1000 miesięcznie.
Na żądanie dowództwa w Sajgonie Kolegium Połączonych Szefów Sztabów zgodziło się na objęcie bombardowaniami obszarów Laosu przylegających do północnych prowincji Wietnamu Południowego, w wyniku czego obszary te zostały objęte działaniami w ramach operacji Tiger Hound. Jednak operacji lotniczych nie ułatwiała ani skomplikowana sytuacja polityczna (konieczność zachowywania operacji w tajemnicy), ani pogoda: pora deszczowa (będąca zresztą przeszkodą także dla komunistów) i poranne mgły oraz dymy i zamglenia powodowane przez wypalanie łąk i pól ryżowych, co praktykowali nagminnie miejscowi rolnicy.
W ciągu roku 1968 US Air Force przeprowadziły dwa eksperymenty, które miały być remedium na przeszkody pogodowe, a zwłaszcza zachmurzenie. Projekt Popeye zmierzał do likwidacji lub zmniejszenia zachmurzenia nad południowym Laosem. Testy polegające na zasiewaniu chmur jodkiem srebra rozpoczęły się we wrześniu w dorzeczu rzeki Kong, która przebiegała przez obszar operacji Steel Tiger i Tiger Hound. Chmury były zasiewane rozpylonym jodkiem srebra, a skraplanie inicjowano następnie użyciu rakietnic sygnałowych. Po pięćdziesięciu sześciu testach zakończonych w połowie października ogłoszono, że w 85% metoda jest skuteczna. Prezydent Johnson wydał zezwolenie na jej wdrożenie, była stosowana do końca lipca 1972 roku.

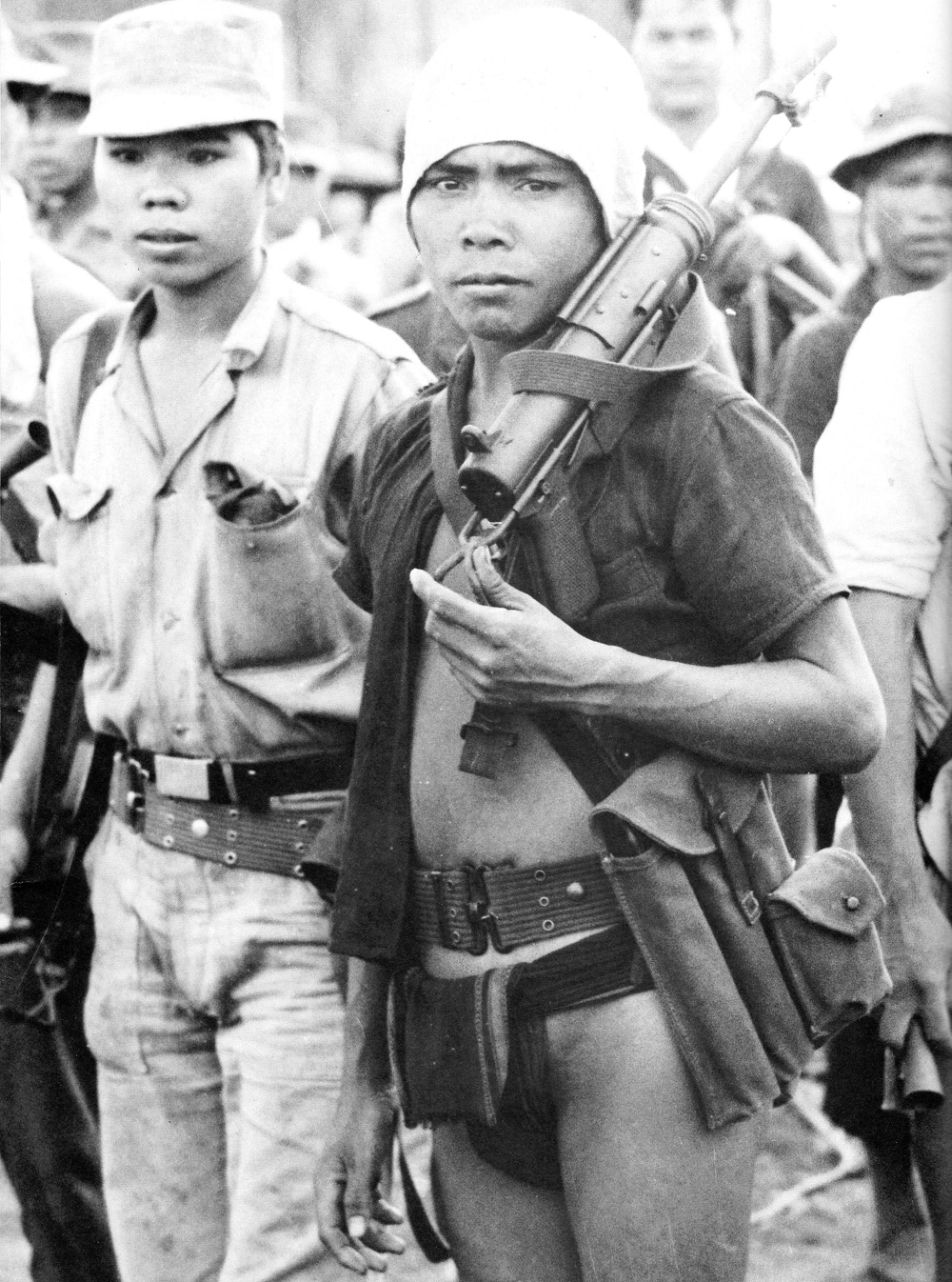
Partyzantka antykomunistyczna

Testowanie projektu Commando Lava rozpoczęło się 17 maja. Naukowcy z zakładów Dow Chemical stworzyli podobną do mydła miksturę, która pod działaniem wody deszczowej miała dekomponować wierzchnią warstwę ziemi zamieniając ją w błoto. Zarówno wojskowi, jak i cywilni uczestnicy projektu podchodzili do jego realizacji z wielkim entuzjazmem, głosząc hasło „rób błoto, nie wojnę”. Rezultaty nie były jednak zachęcające: na pewnych obszarach mikstura działała, na innych nie – w zależności od składu budowy gruntu. Pierwszy lot, z Bazy Tajlandzkich Królewskich Sił Powietrznych w Udorn, wykonały trzy samoloty transportowe C-130A. Tworząca błoto mikstura została zapakowana w płócienne worki, które miały ulec zniszczeniu przy uderzeniu o ziemię. Samoloty zrzuciły swe ładunki z wysokości szczytów drzew, a wieczorny deszcz spowodował, że około 800 metrów wyciętej w zboczu wzgórza drogi spłynęło w głąb doliny. Twórcom zdawało się, że sukces jest kompletny i że można tą metodą wygrać wojnę. Jednakże dwie następne próby, dokonane niedaleko zatoki Cam Ranh w Południowym Wietnamie, zakończyły się niepowodzeniem. Załogom mówiono, że Vietcong wysyłał setki ludzi w miejsca zrzutów, by pozbierali „mydło” przed deszczem. Podczas kolejnej misji jeden z samolotów został poważnie uszkodzony przez ogień z baterii przeciwlotniczych, co stało się pretekstem do odstąpienia od dalszych eksperymentów.
Trwały natomiast operacje naziemne, gdzie CIA i Królewska Armia Laosu (wówczas FAL, wkrótce przemianowana na FAR) otrzymały zadanie powstrzymywania, opóźniania lub przynajmniej obserwowania nieprzyjacielskich działań infiltracyjnych. Na obszarze Laosu Agencja uruchomiła w tym celu w roku 1962 projekt Pincushion. W okresie późniejszym powstał z tego projekt Hardnose, zgodnie z którym wspierani przez CIA laotańscy partyzanci antykomunistyczni (zwłaszcza z plemienia Hmong) prowadzili akcje rozpoznawcze. W październiku 1965 roku generał William Westmoreland, głównodowodzący sił amerykańskich w Wietnamie Południowym, otrzymał zezwolenie na prowadzenie militarnych operacji transgranicznych. 18 listopada pierwsza grupa zwiadowców, wykonując tajną misję Military Assistance Command, Vietnam – Studies and Observations Group (SOG), wkroczyła do Laosu. Te akcje specjalne (prowadzone w Wietnamie Południowym, ale także w Północnym), w których udział brali odpowiednio przeszkoleni żołnierze Zielonych Beretów, US Army Rangers oraz Navy SEALs, trwały nieprzerwanie do ostatecznego zakazu ich prowadzenia w roku 1972. Jednocześnie 10 grudnia 1965 rozpoczęły się bombardowania szlaku przez bombowce B-52 Stratofortress.
Mimo wszelkich wysiłków podejmowanych przez Amerykanów liczba żołnierzy LAW, którzy przeniknęli do Wietnamu Południowego w roku 1966, wyniosła od 58 000 do 90 000, w tym co najmniej pięć regimentów piechoty w pełnych składach bojowych. W czerwcu Defense Intelligence Agency (DIA) obliczała, że na szlaku znajduje się 900 km dróg przystosowanych dla ciężarówek, w tym co najmniej 300 km dróg tak dobrych, że mogą być użytkowane przez cały rok. Wywiad amerykański wykrył też, że nieprzyjaciel wykorzystuje rzeki Kong i Bang Fai, dostarczając swoim oddziałom żywność, paliwo i amunicję w napełnionych do połowy stalowych beczkach, które spławia z ich nurtem do placówek Vietcongu, gdzie wyłapywane są przez system sieci. Amerykanie nie wiedzieli, że LAW rozpoczęła przerzucanie przez granicę ponad 81 000 ton zaopatrzenia „do wykorzystania podczas przyszłej ofensywy”. Ta „przyszła ofensywa” rozpoczęła się wraz z początkiem nowego roku księżycowego Tết w roku 1968, do czego przygotowano ponad 200 tysięcy wojsk północnowietnamskich w siedmiu pułkach piechoty i dwudziestu niezależnych batalionach, które zostały przerzucone na południe. W grudniu 1967 roku, tuż przed świętami Bożego Narodzenia, SOG przedstawił ekspertyzę mówiącą, że ruch ciężarówek na Szlaku wzrósł dwukrotnie.

## Commando Hunt (1968–1970)

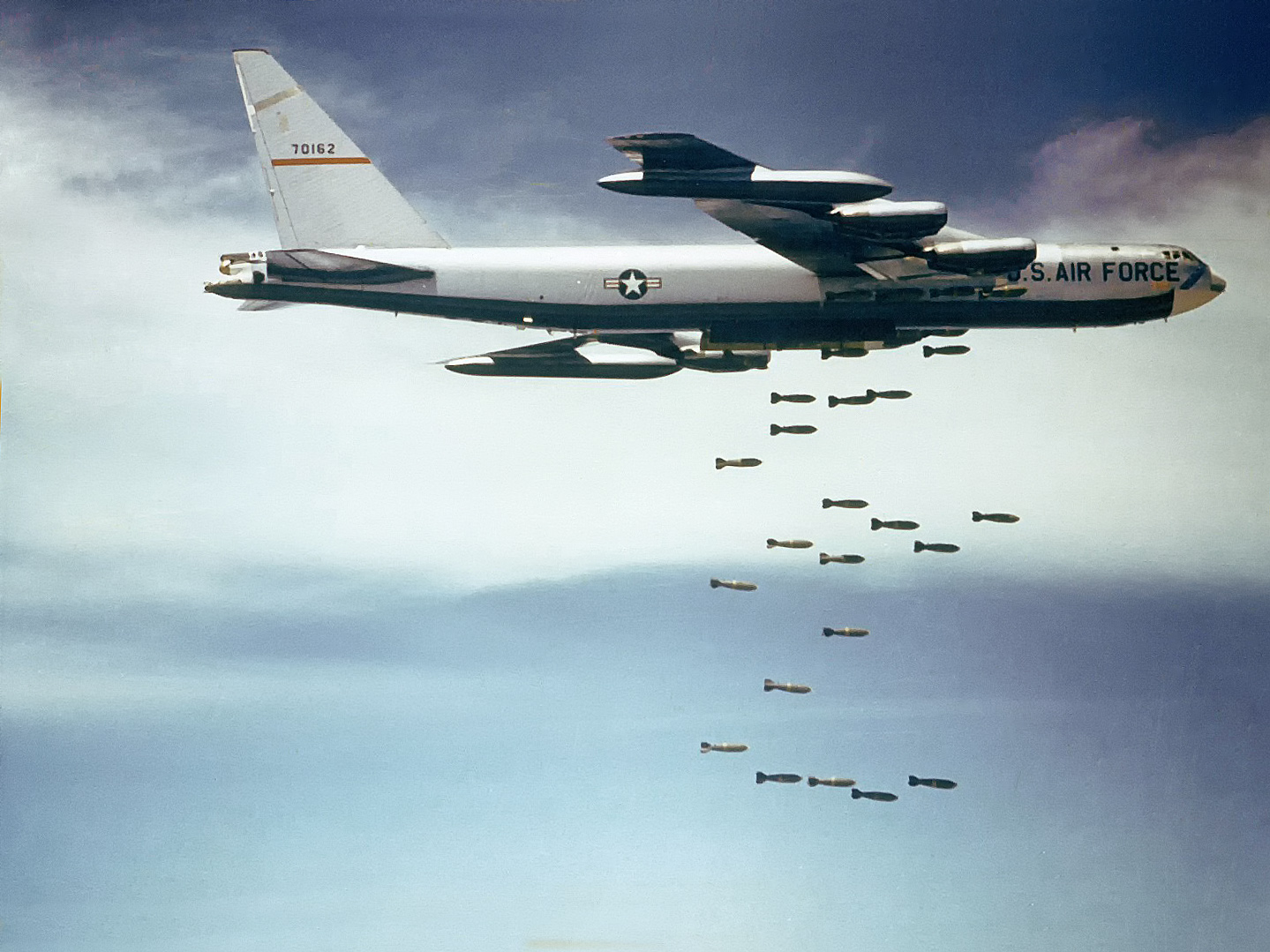
Bombowiec B-52 Stratofortress

Na samym początku Ofensywy Tết siły Wietnamu Północnego znacznie przyspieszyły wysiłki w kierunku powiększenia stanu posiadania w północnym Laosie (czemu służyło uderzenie na wojska laotańskie w Dolinie Nambac, na północ od Luang Prabang) i modernizacji systemów logistycznych. Wprawdzie liczebność personelu obsługującego szlak zmalała, ale stało się tak głównie dlatego, że częściej zaczęto wykorzystywać szlaki wodne i mechanizować prace przy budowie i naprawianiu dróg. CIA przypuszczała, że w 1968 roku 559. Grupa używała dwudziestu spychaczy, jedenastu równiarek, trzech maszyn do kruszenia skał i dwóch walców do utwardzania dróg. Około 43 tysięcy Północnych Wietnamczyków i Laotańczyków, głównie przy użyciu kilofów i łopat, było zaangażowanych w roku 1968 w obsługę, naprawy i rozbudowywanie dróg, wraz z całym systemem pomocniczych instalacji. Utrzymaniem w znacznej części stanowiły „Młodzieżowe Brygady Szturmowe dla Ocalenia Narodowego” składające się głównie z kilkunastoletnich dziewcząt (młodzi mężczyźni byli od 18 roku życia powoływani do wojska), które – według twierdzeń Hanoi – ochotniczo zgłaszały się na trzy lata do pracy.
Amerykańską reakcją były wzmożone bombardowania szlaku. Ich największe natężenie miało miejsce w roku 1969, kiedy to na Laos spadły 433 tysiące ton bomb. Było to możliwe dzięki zakończeniu operacji Rolling Thunder i rozpoczęciu operacji Commando Hunt w listopadzie 1968 roku. Lotnictwo amerykańskie zostało zwolnione z zakazu dokonywania lotów nad Laosem i wkrótce co najmniej 500 maszyn dziennie operowało nad górzystym pograniczem. Z końcem roku ilość bombardowań południowego Laosu wzrosła nieomal trzykrotnie, z 4700 lotów bojowych w październiku do 12 800 w listopadzie. Amerykanie obliczali, że w wyniku bombardowań ginął co setny żołnierz LAW posyłany na Południe. Oznaczało to, iż na jednego zabitego przypadało przeciętnie 100 ton bomb o wartości 140 000 USD.
Nieustanne bombardowania wspomagała operacja Igloo White, prowadzona z Nakhon Phanom w Tajlandii. Składały się na nią trzy rodzaje działań: zrzucanie wzdłuż szlaku tysięcy akustycznych i sejsmicznych czujników, które zbierały informacje o aktywności nieprzyjaciela; komputerowe przetwarzanie tych danych w centrali wywiadu (Intelligence Service Center, w skr. ISC) i budowanie na tej podstawie informacji o kierunkach i szybkości poruszania się konwojów; wreszcie przekazywanie danych samolotom kontroli, które same zbierały informacje od czujników i na tej podstawie oraz na podstawie wskazań ISC kierowały bombowce ku celom. Tym działaniom towarzyszyły zespoły wywiadowcze SOG, które – niezależnie od podstawowych działań na rzecz operacji Commando Hunt – zajmowały się instalowaniem czujników dla Igloo White. Czujniki nie były na tyle wrażliwe, by mogły wykrywać obecność ludzi na szlaku, ale udoskonalono je w przededniu rozpoczęcia operacji Island Tree pod koniec roku 1971.
Szokiem dla analityków wywiadu było odkrycie powstałego w 1968 roku zamaskowanego rurociągu biegnącego z północnowietnamskiego portu Vinh na południowy zachód. W początkach następnego roku rurociąg przekroczył granicę laotańską, a w 1970 osiągnął podejścia do Doliny A Sầu w Wietnamie Południowym. Plastikowy rurociąg, wspomagany na trasie przebiegu przez liczne małe przepompownie, mógł transportować na zmianę ropę, benzynę i naftę tą samą pojedynczą rurą. W ciągu roku liczba rurociągów docierających do granicy Laosu wzrosła do sześciu.
W 1970 roku 559. Grupa stała się odpowiednikiem okręgu wojskowego pod dowództwem generała Đồng Sỹ Nguyêna, który dokonał reorganizacji jednostki tworząc pięć dowództw dywizji – 470., 471., 472., 473. i 571. W skład grupy wchodziły cztery regimenty transportowe, dwa regimenty paliwowe sprawujące pieczę nad rurociągami, trzy regimenty artylerii przeciwlotniczej, osiem regimentów inżynieryjnych i 968 Dywizja Piechoty. Pod koniec roku 559 Grupa operowała dwudziestoma siedmioma binh trạmami (odpowiednikami logistycznych kwater regimentowych), które w ciągu roku przetransportowały 40 tysięcy ton zaopatrzenia ze stratami nie przekraczającymi 3,4%.
Zaopatrzenie przewożone było z Wietnamu Północnego etapami, przy czym każda ciężarówka pokonywała tylko jeden odcinek, na końcu którego towar był przeładowywany na ciężarówkę kolejnego odcinka. Jeśli któryś z pojazdów został uszkodzony lub zniszczony, zastępował go jeden ze stanu następnej stacji na północy i tak po kolei aż do Wietnamu Północnego, gdzie do akcji wchodziła (zwykle fabrycznie nowa) ciężarówka. Gdy jadące etapami ciężarówki docierały do ostatnich stacji na terenie Laosu lub Kambodży, były rozładowywane, zaopatrzenie magazynowano, a następnie ładowano na łodzie lub transportowano przez granicę przy pomocy rowerów lub wręcz na ludzkich plecach.
W związku z rosnącą częstotliwością bombardowań w ramach operacji Commando Hunt północnowietnamskie kolumny transportowe ruszały na szlak o zmierzchu, a największe natężenie ruchu miało miejsce tuż przed świtem. Ruch zamierał, gdy nad szlakiem pojawiały się amerykańskie bombowce nocne i ożywał ponownie, gdy zawróciły one do baz.. W ostatniej fazie Commando Hunt (październik 1970–kwiecień 1972) lotnictwo wykonywało nad szlakiem przeciętnie 216 misji bojowych dziennie, w tym 21 przez bombowce B-52.
Siły LAW odpowiadały na amerykańskie zagrożenie rosnącą liczbą broni przeciwlotniczej. W roku 1968 były to przeważnie szybkostrzelne działka 37- i 57-milimetrowe z radarowym systemem kierowania ogniem. W roku następnym pojawiły się działa kalibru 85 i 100 mm, a pod koniec Commando Hunt szlaku broniło ponad 1500 armat przeciwlotniczych.

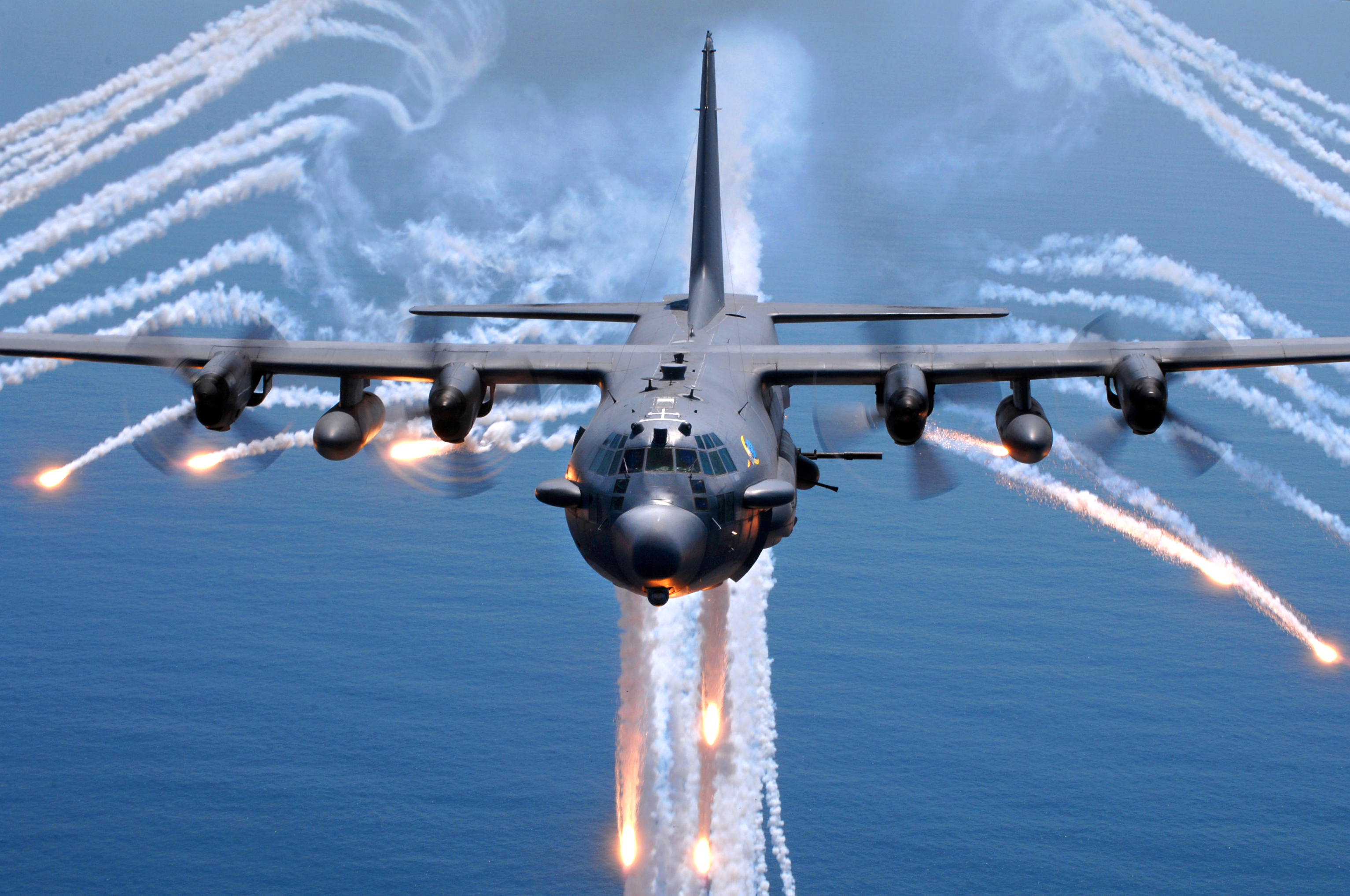
AC-130 Spectre wyrzuca flary

Ze wszystkich środków bojowych użytych przeciwko szlakowi najbardziej efektywnym, a więc najgroźniejszym, był samolot AC-130 Spectre. Według tego samego źródła amerykańskie i sprzymierzone lotnictwo w porze suchej 1970–1971 zniszczyło 4000 ciężarówek, z czego AC-130 aż 2432. Wkrótce jednak pojawiła się przeciwwaga dla Spectre. 29 marca 1972 roku jeden z tych samolotów został – podczas nocnego bombardowania – zestrzelony przez rakietę przeciwlotniczą SAM-7 w pobliżu Xépôn. Był to pierwszy przypadek zestrzelenia amerykańskiego samolotu przez SAM tak daleko na południu. Odpowiedzią LAW na nocne bombardowania była również budowa tysiąckilometrowej Drogi K, albo inaczej „Zielonej Drogi” z okolic Lum Bum do południowego Laosu.
W czasie IV Fazy Commando Hunt (30 kwietnia–9 października 1971) amerykańskie, południowowietnamskie i laotańskie siły zaczęły odczuwać reakcję LAW na przewrót generała Lon Nola w Kambodży i zbliżanie się sił komunistycznych do ważnego portu Sihanoukville. Na początku 1969 roku LAW, prawdopodobnie w przewidywaniu utraty swej południowej linii zaopatrzenia, podjęła największą operację logistyczną całej wojny. Laotańskie miasta Attopeu i Saravane, leżące u stóp płaskowyżu Bolovens, zostały zajęte przez LAW w roku 1970, otwierając szlak transportowy w głąb Kambodży. Hanoi stworzyło 470. Grupę Transportową, która miała zapewnić przepływ ludzi i zaopatrzenia na południowy teatr działań. Ta nowa „Droga Wolności”, nazywana przez Amerykanów „Szlakiem Sihanouka”, odbijała ze szlaku na zachód w okolicach Muong May, na południowym krańcu Laosu i podążała wzdłuż rzeki Kong do Kambodży.
Ostatecznie ten nowy szlak został przedłużony za Siem Prang, by dotrzeć do rzeki Mekong w pobliżu Stung Treng. W ciągu roku 1971 LAW zajęła Paksong i posunęła się ku Pakse, w samym sercu płaskowyżu Bolovens. W roku następnym Północni Wietnamczycy zdobyli Khong Sedone. LAW prowadziła również kampanię mającą na celu oczyszczenie wschodniej flanki szlaku. W roku 1968 bazy amerykańskie w Khe Sanh i Khâm Đức, wykorzystywane przez SOG jako wysunięte placówki dla działań wywiadowczych, zostały opuszczone lub zdobyte przez nieprzyjaciela. W roku 1970 ten sam los spotkał bazę w Dak Seang. W rezultacie szlak, dotąd szeroki na około 30 km, teraz rozpostarł się na ponad 140 km ze wschodu na zachód.

## Droga do zwycięstwa (1971–1975)

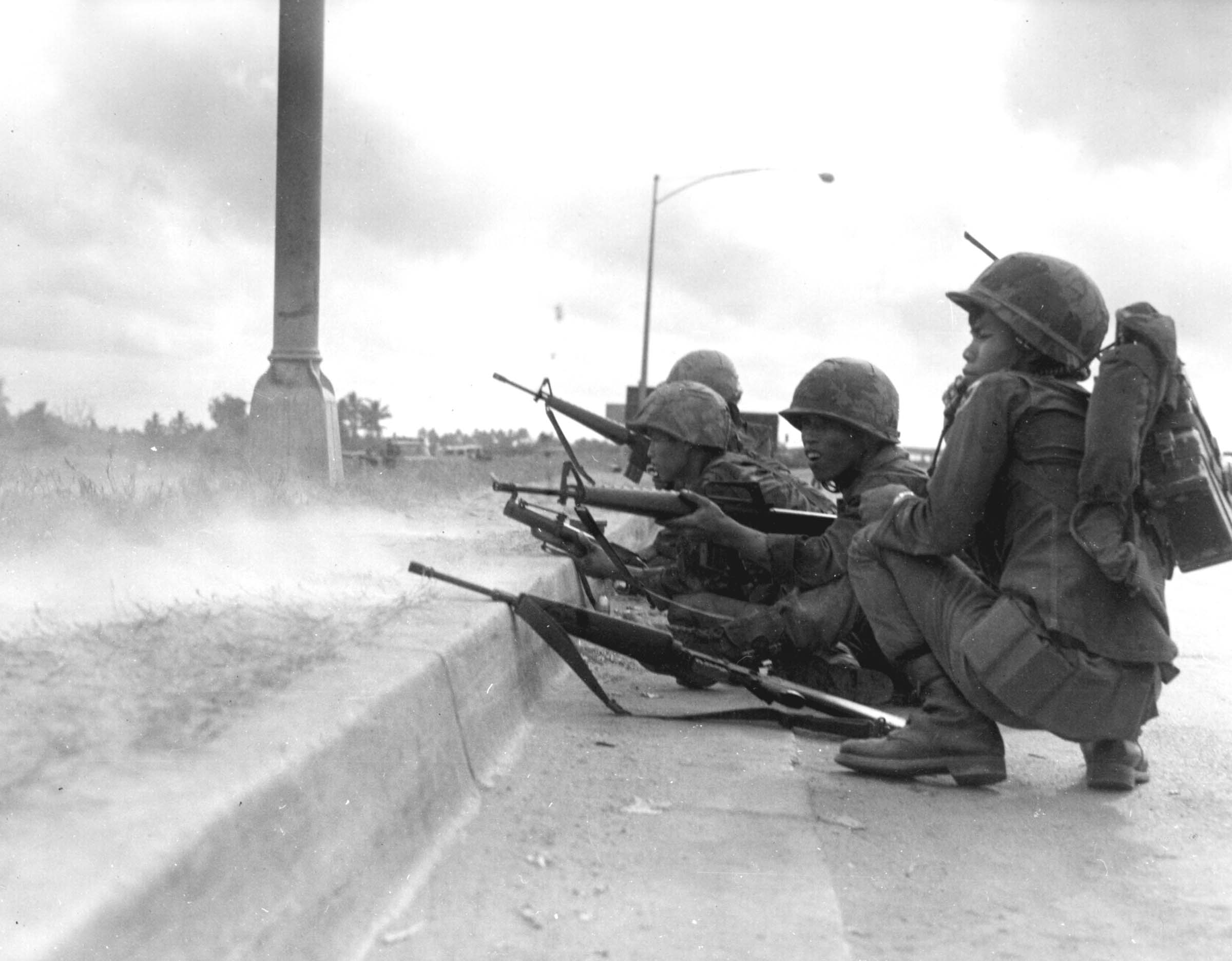
Południowowietnamscy rangersi w walce

Na początku lutego 1971 roku 16 000 (później 20 000) żołnierzy południowowietnamskich przekroczyło granicę laotańską wzdłuż drogi nr 9, dążąc do zajęcia logistycznego centrum LAW w Xépôn. Operacja Lam Sơn 719, długo oczekiwane uderzenie na Szlak Ho Chi Minha, mające być sprawdzianem skuteczności amerykańskiej polityki zmierzającej do stopniowej „wietnamizacji” wojny, zostało rozpoczęte. Wojska amerykańskie (nie licząc wsparcia lotniczego i ognia artylerii) otrzymały zakaz uczestniczenia w uderzeniu. Z początku wszystko szło dobrze, a opór LAW był niewielki. Jednakże na początku marca sytuacja zaczęła się zmieniać. W Hanoi podjęto decyzję, by podjąć walkę i natychmiast zaczęto przegrupowywać wojska tak, że w krótkim czasie przeciw Południowym Wietnamczykom w Laosie stanęły 60-tysięczne siły, przewyższające liczebnie przeciwnika co najmniej trzykrotnie.
Walki, jakie wtedy wybuchły w Laosie, były czymś niespotykanym w czasie całej wojny wietnamskiej. LAW odstąpiła od swej dotychczasowej taktyki, przypuściła konwencjonalny kontratak piechoty wspartej czołgami i ostrzałem ciężkiej artylerii na południowowietnamskie skrzydła i przełamała je. Skoordynowany ogień artylerii przeciwlotniczej dał LAW taktyczną przewagę, a przeciwnikom utrudnił wsparcie i zaopatrzenie; Amerykanie stracili 108 helikopterów zestrzelonych i dalszych 618 uszkodzonych. Siły LAW zaczęły zamykać główne siły południowowietnamskie w okrążeniu.
Wprawdzie desant helikopterowy doprowadził do zajęcia Xépôn, było to jednak osiągnięcie bez znaczenia, jako że Południowi Wietnamczycy mogli utrzymać miasto tylko przez krótki okres i musieli się wycofać wobec zdecydowanego ataku przeważających sił LAW. Jedynym wyjściem dla sił inwazyjnych było wycofanie się z Laosu, korzystając z osłony amerykańskiego lotnictwa. 25 marca wszystko się skończyło. Ostatni oddział wojsk południowowietnamskich przekroczył ponownie granicę, a za nim szli żołnierze LAW. Jako sprawdzian wietnamizacji wojny operacja Lam Sơn 719 się nie sprawdziła. Wojska inwazyjne straciły w jej trakcie niemal połowę ludzi. Wprawdzie żołnierze południowowietnamscy bili się dobrze, jednak dowodzeni byli fatalnie. Co więcej, ich elitarne oddziały rangersów i spadochroniarzy zostały zdziesiątkowane.

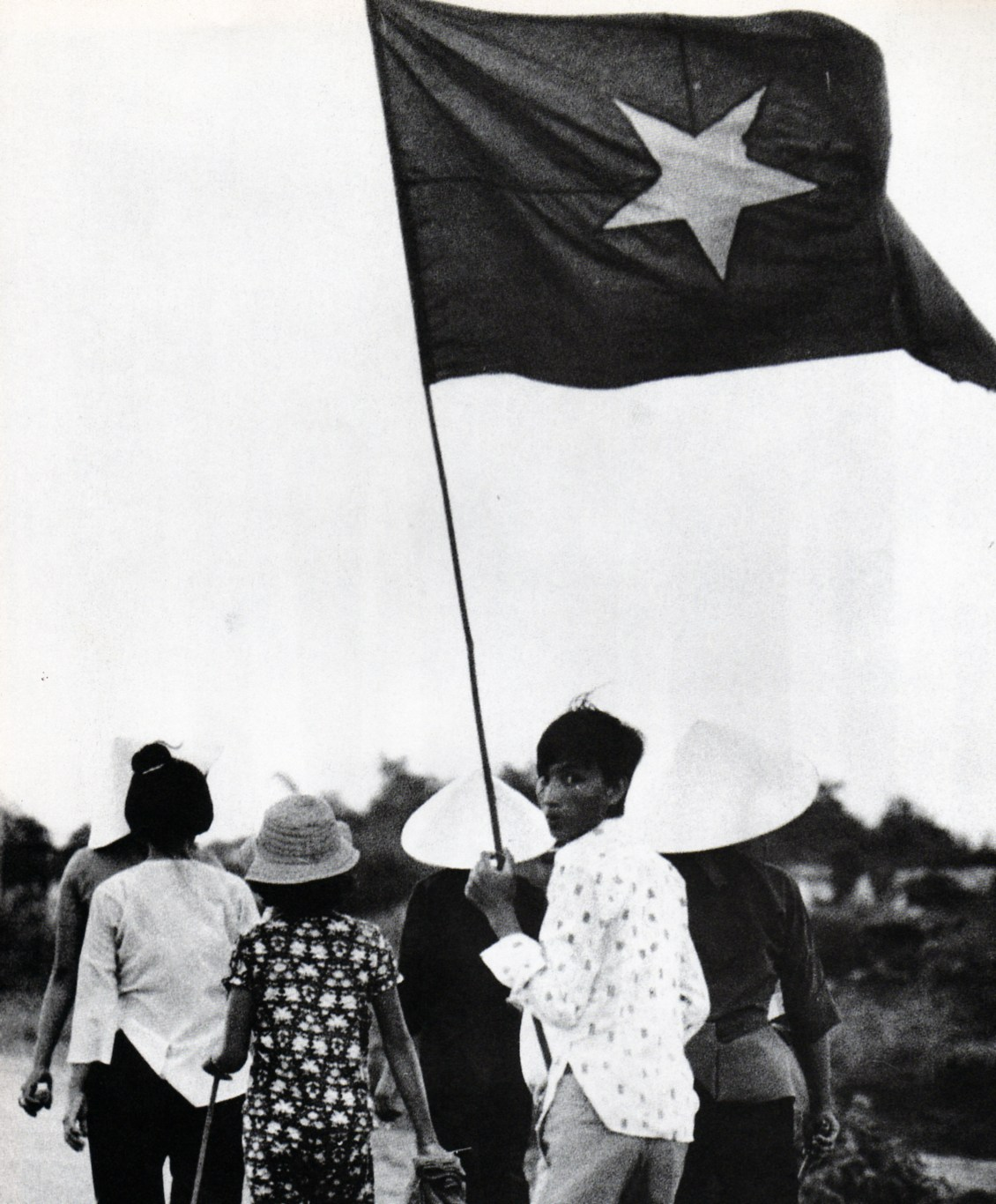
Wraz z postępami Vietcongu i LAW, na południu przybywało im zwolenników

Aczkolwiek operacja Lam Sơn 719 zakończyła się krwawą klęską i ciosem zadanym sprawie sprzymierzonych, spowodowała jednak odsunięcie w czasie (i to o rok) planowanej ofensywy północnowietnamskiej przeciwko północnym prowincjom Wietnamu Południowego. Niemniej jednak na wiosnę 1972 roku dla Amerykanów i Południowych Wietnamczyków stało się jasne, że nieprzyjaciel przygotowuje generalne uderzenie. Nie wiedzieli tylko, gdzie i kiedy ono nastąpi. Odpowiedź przyszła 30 marca, kiedy to 30-tysięczne siły LAW, wspierane przez 300 czołgów, przeszły granicę i uderzyły na prowincję Quảng Trị. Tzw. ofensywa Nguyễn Huệ (zwana przez Amerykanów „ofensywą Wielkanocną”) doprowadziła niemal do załamania się armii Wietnamu Południowego. Prezydent Richard Nixon zdecydował się w tej sytuacji na przeprowadzenie amerykańskiego ataku lotniczego (wobec wycofania się Amerykanów z Azji Południowo-Wschodniej, loty bojowe nad Południowym Wietnamem przeprowadzane były przez samoloty z Guam, Japonii, a nawet z terytorium samych Stanów Zjednoczonych). Mimo ogromnych wysiłków nie udało się zapobiec upadkowi Quảng Trị (1 maja), co oznaczało zajęcie przez LAW wszystkich czterech prowincji na północy. Jednak w związku z przyjęciem zasady otwartego działania (a co za tym idzie odmiennych od partyzantki działań logistycznych), LAW naraziła się bezpośrednio na amerykańskie uderzenie z powietrza i poniosła ogromne straty.
Sytuację skomplikowały dwa pomniejsze uderzenia wykonane przez Północnych Wietnamczyków: próba zajęcia Kon Tum na Centralnym Płaskowyżu oraz próba przecięcia Wietnamu Południowego na pół; to drugie uderzenie doprowadziło do niszczycielskich walk wokół miejscowości An Lộc, stolicy prowincji Bình Long. W ofensywie brało udział 14 północnowietnamskich dywizji. 13 maja siły południowowietnamskie przeszły do kontrofensywy z udziałem czterech dywizji z silnym wsparciem lotniczym z USA. 17 maja odbito Quảng Trị, ale było już za późno: Południowi Wietnamczycy stracili wolę do dalszej walki. Po ciężkich bojach LAW ponownie uderzyła na Kon Tum i An Lộc. W czasie tej operacji Północni Wietnamczycy stracili 100 tysięcy ludzi, podczas gdy Południowi 30 tysięcy. Jednakże zdobycie przyczółka w Wietnamie Południowym oznaczało dla Hanoi przedłużenie szlaku w głąb terytorium nieprzyjaciela.
Podpisanie 27 stycznia 1973 roku porozumienia w Paryżu miało oznaczać zakończenie konfliktu w Azji Południowo-Wschodniej. Ostatnie wojska amerykańskie (i wszystkie samoloty USA) zniknęły z teatru działań. Zgodnie z postanowieniami traktatu zarówno Północni, jak i Południowi Wietnamczycy mieli kontrolować terytoria przez siebie zajmowane, a negocjacje obu rządów miały doprowadzić do ewentualnego zjednoczenia i powstania rządu koalicyjnego. Było to zupełnie nierealne. Obie strony, dążąc do przejęcia kontroli nad większym terytorium, naruszały postanowienia traktatu o zawieszeniu broni, a komuniści myśleli tylko o ostatecznym, szybkim zwycięstwie, mimo że w Pekinie i Moskwie radzono im odczekać pięć, a nawet dziesięć lat.
W roku 1973 szlak został szlakiem tylko z nazwy. Teraz była to dwupasmowa, wyłożona wapiennym kruszywem szosa, biegnąca z Wietnamu Północnego wprost do gór masywu Chu Pông w Wietnamie Południowym. W rok później można było bez przeszkód podróżować z północy na południe czteropasmową „autostradą” wiodącą przez Płaskowyż Centralny do prowincji Tây Ninh na północny zachód od Sajgonu. Pojedynczy rurociąg, który ongiś docierał do Doliny A Sầu, teraz składał się z czterech rur (największa o średnicy 20 cm) biegnących aż do Lộc Ninh. W lipcu 1973 roku 259. Grupa Transportowa została nazwana Dowództwem Trường Sơn, sektory pułkowe przemianowano na dywizyjne, a binh trạmy stały się pułkami. Pod koniec roku 1974 składały się z 377 Dywizji Artylerii Przeciwlotniczej, 571 Dywizji Transportowej, 473 Dywizji Wojsk Inżynieryjnych, 968 Dywizji Piechoty oraz terytorialnych dywizji o numerach 470, 471 i 472. Dowódcą całości tych sił został generał Hoàng Thế Thiện.
W grudniu 1974 roku rozpoczęła się pierwsza faza ograniczonej ofensywy LAW w Wietnamie Południowym. Jej sukces spowodował, że Hanoi postanowiło podjąć kolejną – wprawdzie także ograniczoną – ofensywę, by uzyskać lepszą sytuację przetargową w przyszłych rokowaniach w Sajgonie. 6 marca 1975 roku północnowietnamski generał Văn Tiến Dũng rozpoczął „kampanię 275”, której sukces spowodował, że Hanoi zdecydowało się na ostateczne uderzenie celem zajęcia całego Wietnamu. Po krwawych walkach, które nie powstrzymały ofensywy komunistów, Sajgon padł niemal niebroniony 30 kwietnia 1975 roku. Cała operacja trwała zaledwie 55 dni; wojna w Wietnamie była skończona, a 15 maja nastąpił upadek królestwa Laosu. Szlak Ho Chi Minha odegrał znaczącą rolę w osiągnięciu zwycięstwa. Według historii wojny spisanej na zlecenie amerykańskiej National Security Agency (NSA) szlak był „jednym z największych – w warunkach bojowych – osiągnięć inżynierii wojskowej XX wieku”.